# Winterschmidtiidae
Winterschmidtiidae zijn  een familie van mijten. Bij de familie zijn 24 geslachten met circa 140 soorten ingedeeld.